# Hildoara
Hildoara, död 612, var drottning av det Västgotiska riket 610-612 som gift med kung Gundemar (kung 610-612).
Hon beskrevs som ett ideal en västgotisk drottning i sin välgörenhet för de fattiga och sitt beskydd av kyrkan, och som en värdig representant för den nikenska kristendomen. Hon ska ha älskats högt av kungen, som frågade efter hennes råd inom både familje- och politiska angelägenheter och ofta följde dem. 